# Instituição comunitária de educação superior
Instituição comunitária de educação superior (ICES) é um modelo de instituição de ensino superior (IES), sem fins lucrativos, gerida por um Conselho Comunitário formado por vários segmentos da sociedade civil. Tem como foco o desenvolvimento de ações essencialmente educacionais, como ensino, pesquisa e extensão. Além disso, é mantida por comunidades, igrejas, congregações, etc., diferenciando-se de uma universidade privada, que pertence a algum investidor.  

## Requisitos legais para a qualificação
No Brasil, a ICES é regulada pela Lei Federal nº 12.881 de 2013. A outorga da qualificação de instituição comunitária de educação superior é ato vinculado ao cumprimento das seguintes características previstas no art. 1º da Lei nº 12.881/13:
- A sua organização deverá ser necessariamente constituída em forma de associação ou fundação, com personalidade jurídica de direito privado;
- O patrimônio pertence às entidades da sociedade civil e/ou ao Poder Público[5];
- Sem fins lucrativos, assim entendidas as que observam, cumulativamente, os seguintes requisitos: "a) não distribuem qualquer parcela de seu patrimônio ou de suas rendas, a qualquer título; b) aplicam integralmente no País os seus recursos na manutenção dos seus objetivos institucionais; c) mantêm escrituração de suas receitas e despesas em livros revestidos de formalidades capazes de assegurar sua exatidão"[4].

Em outubro de 2014, o Ministério da Educação (MEC) publicou a Portaria 863/2014, regulamentando a qualificação prevista na Lei das ICES. De acordo com essa portaria, a instituição interessada em obter a qualificação de ICES deve formular requerimento à Secretaria de Regulação e Supervisão da Educação Superior (Seres) do MEC, que terá 30 (trinta) dias para deferir ou não o pedido. 